# جاك برياولت
جاك برياولت (بالإنجليزية: Jacques Brault)‏ (و. 1933 – 2022 م) هو شاعر، ومترجم، وروائي، وكاتب غير روائي، وأستاذ جامعي، وكاتب مسرحي، وناقد أدبي، وكاتب، وكاتب مقالات كندي، ولد في مونتريال، توفي في كووانسفيل، كيبك، عن عمر يناهز 89 عاماً.

## التعليم
تعلم في جامعة باريس، وتعلم في جامعة مونتريال، وتعلم في Collège Sainte-Marie de Montréal ‏، وتعلم في جامعة بواتيي، وتعلم في جامعة باريس 1 - بانتيون سوربون
.

## جوائز
حصل على جوائز منها:
- نيشان الفنون والرسائل لكيبيك من رتبة مرافق ‏ في 2017[4]
- Prix Victor-Barbeau [الإنجليزية]‏ في 2013
- الجائزة الأدبية للحاكم العام  [لغات أخرى]‏ في 1999
- Prix Alain-Grandbois [الإنجليزية]‏ في 1991
- جائزة أثناسيوس ديفيد  [لغات أخرى]‏ في 1986
- الجائزة الأدبية للحاكم العام  [لغات أخرى]‏ في 1984
- Ludger-Duvernay Prize [الإنجليزية]‏ في 1978
- الجائزة الأدبية للحاكم العام  [لغات أخرى]‏ في 1970
- جائزة كيبيك باريس  [لغات أخرى]‏ في 1968
- Prix David [الإنجليزية]‏ في 1965